# ديازو أسيتات الإيثيل
ديازو أسيتات الإيثيل هو مركب ديازو وكاشف كيميائي في الكيمياء العضوية صيغته الكيميائية N=N=CHC(O)OC2H5.
اكتشف هذا المركب من الكيميائي ثيودور كورتيوس سنة 1883.

## التحضير
من الممكن تحضير هذا المركب عن طريق تفاعل إستر الإيثيل للجلايسين مع نتريت الصوديوم وأسيتات الصوديوم في الماء، كما في المعادلة التالية:
باعتباره مادة أولية للكربين، فإنه يستخدم في إضافة حلقي البروبان للألكينات.
ومع أن المركب يعتبر خطيراً، إلا أنه يستخدم في الصناعة الكيميائية مركباً طليعياً للتروفافلوكساسين. وقد نُشرت إجراءات التعامل الصناعي الآمن مع المركب.